# Oružane snage Bosne i Hercegovine
Oružane snage Bosne i Hercegovine (kratica: OS BiH) službeni je naziv za vojsku Bosne i Hercegovine. Jedinstvene Oružane snage BiH utemeljene su 1. siječnja 2006. godine nakon reforme obrambenog sustava te prijenosa nadležnosti s dva bosanskohercegovačka entiteta na državnu razinu. OS BiH formirane su iz sastava entitetskih vojski - Vojske Republike Srpske i Vojske Federacije BiH koja je pak bila sastavljena od Hrvatskog vijeća obrane i Armije RBiH. Vrhovno zapovjedništvo i nadzor nad Oružanim snagama ima Predsjedništvo BiH.
Odlukom Predsjedništva Oružane snage BiH broje 16.000 pripadnika od čega 10.000 djelatnih vojnih osoba, 1000 civilnih osoba na službi i 5000 pripadnika pričuvnog sastava. Istom odlukom uređena je zastupljenost naroda u Oružanim snagama i to: Bošnjaci 45,9%, Srbi 33,6%, Hrvati 19,8% i ostali 0,7%.
U sastavu OSBiH su tri nacionalna puka koja slijede tradicije HVO, VRS i ABiH, i nose pripadajuće oznake na ramenu. 

## Zadaci
Zadaci Oružanih snaga, prema Zakonu o obrani Bosne i Hercegovine, su:
- sudjelovanje u operacijama zajedničke sigurnosti, u operacijama za potporu miru i samoobrani, uključujući i borbu protiv terorizma,
- pružanje vojne obrane Bosni i Hercegovini i njenim državljanima u slučaju napada,
- pomoć civilnim organima u reagiranju na prirodne i druge katastrofe i nesreće,
- protuminsko djelovanje u Bosni i Hercegovini,
- ispunjenje međunarodnih obveza Bosne i Hercegovine.[4]

## Struktura OS BiH
Operativno zapovjedništvo OS BiH smješteno je u Sarajevu gdje se nalazi i sjedište Zajedničkog stožera OS BiH. Pod Operativnim zapovjedništvom nalaze se: 4. pješačka brigada sa sjedištem u Čapljini, 5. pješačka brigada sa sjedištem u Tuzli, 6. pješačka brigada sa sjedištem u Banjoj Luci, Brigada taktičke potpore te Brigada zračnih snaga i protuzračne obrane. Pješačke bojne raspoređene su u Banjoj Luci, Bihaću, Bijeljini, Bileći, Čapljini, Kiseljaku, Livnu, Orašju, Prijedoru, Tuzli, Ustikolini i Zenici, a topničke bojne u Doboju, Mostaru i Žepču. Sjedište Brigade taktičke potpore nalazi se u Sarajevu. Pod Zapovjedništvom za potporu OS BiH sa sjedištem u Banjoj Luci nalaze se Zapovjedništvo za upravljanje personalom također u Banjoj Luci, Zapovjedništvo za obuku i doktrinu u Travniku i Zapovjedništvo logistike u Doboju. Bojne logističke potpore raspoređene su u Banjoj Luci, Čapljini, Tuzli i Sarajevu.

### Zrakoplovstvo
Sjedište Brigade zračnih snaga i protuzračne obrane je u Banjoj Luci. Operativno zrakoplovstvo čini jedna brigada opremljena transportnim helikopterima Mi-8 i UH-1, te višenamjenskim helikopterima Gazela, koji imaju i ograničene borbene mogućnosti. Borbeni avioni, 13 zastarjelih jurišnika J-21 Jastreb i sedam jurišnika J-22 Orao, povučeni su iz službe prije desetak godina osnivanjem OS BiH i uskladišteni na banjalučkom aerodromu Mahovljani.
- Brigada zračnih snaga Banja Luka
- 1. Helikopterski skadron Banja Luka
- Bataljon zračnog osmatranja i javljanja Banja Luka
- 2. Helikopterski skadron Sarajevo
- Bataljon letačke podrške Sarajevo
- Bataljon protivzračne odbrane Sarajevo

## Oprema i oružje

### Teško naoružanje OSBiH - Kopnena vojska BiH (2017. godina)
| Limit za BiH                                     | Količina u OSBiH                       | |
| ------------------------------------------------ | -------------------------------------- | --- |
| 410 tenkova (FBiH 273, RS 137)                   | 325 tenkova (FBiH cca. 210,RS cca.115) | Članom 70. Zakona o odbrani BiH ukupna pokretna imovina OSBiH, u šta spada i teško naoružanje OSBiH, vodi se kao imovina Ministarstva odbrane BiH, pa se navedeni limiti unutar BiH predviđeni sporazumom u Firenci (1996. g.) ne odnose na vlasništvo već teritorij na kojemu je imovina smještena. |
| 1500 komada topničkih oružja (FBiH 1000, RS 500) | 1375 komada topničkih oružja           | Članom 70. Zakona o odbrani BiH ukupna pokretna imovina OSBiH, u šta spada i teško naoružanje OSBiH, vodi se kao imovina Ministarstva odbrane BiH, pa se navedeni limiti unutar BiH predviđeni sporazumom u Firenci (1996. g.) ne odnose na vlasništvo već teritorij na kojemu je imovina smještena. |
| 340 oklopnih borbenih vozila (FBiH 227, RS 113)  | 272 oklopna borbena vozila             | Članom 70. Zakona o odbrani BiH ukupna pokretna imovina OSBiH, u šta spada i teško naoružanje OSBiH, vodi se kao imovina Ministarstva odbrane BiH, pa se navedeni limiti unutar BiH predviđeni sporazumom u Firenci (1996. g.) ne odnose na vlasništvo već teritorij na kojemu je imovina smještena. |

#### Pištolji
| Model         | Kalibar            | Zemlja porijekla |
| ------------- | ------------------ | ---------------- |
| Zastava M70   | 9 mm               | SFRJ             |
| Zastava M57   | 7.62x25 mm         | SFRJ             |
| Glock         | 9x19 mm Parabellum | Austrija         |
| Zastava CZ 99 | 9x19 mm Parabellum | SFRJ             |

#### Automatske puške
| Model               | Kalibar         | Zemlja porijekla |
| ------------------- | --------------- | ---------------- |
| M4 Carbine          | 5.56x45 mm NATO | SAD              |
| M16                 | 5.56x45 mm NATO | SAD              |
| AR-15               | 5.56x45 mm NATO | SAD              |
| AK-47               | 7.62x39 mm      | SSSR             |
| AKM                 | 7.62x39 mm      | SSSR             |
| Zastava M70         | 7.62x39 mm      | SFRJ             |
| Type 56             | 7.62x39 mm      | Kina             |
| FN FAL              | 7.62x51 mm NATO | Belgija          |
| T91 assault rifle   | 5.56x45 mm NATO | Tajvan           |
| Heckler & Koch HK33 | 5.56x45 mm NATO | Njemačka         |
| Heckler & Koch G3   | 7.62x51 mm NATO | Njemačka         |
| Heckler & Koch G36  | 5.56x45 mm NATO | Njemačka         |

#### Automati
| Model                | Kalibar            | Zemlja porijekla |
| -------------------- | ------------------ | ---------------- |
| Heckler & Koch MP5   | 9x19 mm Parabellum | Njemačka         |
| Zastava M84 Škorpion | .32 ACP            | SFRJ             |

#### Mitraljezi
| Model       | Kalibar         | Zemlja porijekla |
| ----------- | --------------- | ---------------- |
| Zastava M84 | 7.62x54 mm      | SFRJ             |
| M60         | 7.62x51 mm NATO | SAD              |
| Zastava M72 | 7.62x39 mm      | SFRJ             |
| M240        | 7.62x51 mm NATO | Belgija          |
| Ultimax 100 | 5.56x45 mm NATO | Singapur         |
| M2 Browning | 12.7x99 mm      | SAD              |
| DŠK         | 12.7x108 mm     | SSSR             |

#### Snajperi
| Model       | Kalibar    | Zemlja porijekla |
| ----------- | ---------- | ---------------- |
| Zastava M76 | 7.9x57 mm  | SFRJ             |
| MACS M3     | 12.7x99 mm | Hrvatska         |

#### Bacači granata
| Model | Kalibar | Zemlja porijekla |
| ----- | ------- | ---------------- |
| RBG-6 | 40 mm   | Hrvatska         |

#### Tenkovi
| Model        | Zemlja porijekla | Količina | Napomena |
| ------------ | ---------------- | -------- | --- |
| M60A3 Patton | SAD              | 45       | Donirano 45 tenkova od SAD-a 1996.(Operativni) |
| M-84         | SFRJ             | 71       | 16 se koriste na poligonu na Manjači, ostali su u rezervi. 2008. 50 tenkova, koji su korišteni u okviru oklopne jedinice u Tuzli su povučeni iz operativne uporabe. |
| AMX-30       | Francuska        | 50       | Donirano od UAE 1997. Ispravno je 36 tenkova. |
| T-54/ T-55   | SSSR             | 154      | 10 tenkova su donacija Turske. |

#### Oklopna vozila
| Model        | Zemlja porijekla | Količina | Napomena                                                             |
| ------------ | ---------------- | -------- | -------------------------------------------------------------------- |
| M113         | SAD              | 79       | Donacija SAD-a 1996.                                                 |
| BOV3/30/VP/M | SFRJ             | 99       |                                                                      |
| OT M-60/PB   | SFRJ             | 29 7     |                                                                      |
| AMX-10P      | Francuska        | 25       | Donacija Katra 1999.                                                 |
| BVP M-80     | SFRJ             | 103      |                                                                      |
| Panhard AML  | Francuska        | 10       | Donacija UAE 1997. (41vozilo). 31 vozilo 2002 isporučeno Kamerunu.   |
| Iveco LMV    | Italija          | 15       |                                                                      |
| HMMWV        | SAD              | 69       | 2017. donirano 24 od strane SAD-a., te dodatnih 20 dostavljeni 2019. |

#### Topništvo[8]
| Model          | Tip                      | Zemlja porijekla       | Količina |
| -------------- | ------------------------ | ---------------------- | -------- |
| M-69           | Minobacač 82 mm          | SFRJ                   |          |
| M-75           | Minobacač 120 mm         | SFRJ                   | 399      |
| M-57           | Minobacač 60 mm          | SFRJ                   |          |
| D-30J          | haubica 122 mm           | SSSR                   | 258      |
| T-12/MT-12     | protivoklopni top 100 mm | SSSR                   | 112      |
| M101           | haubica 105 mm           | SADSFRJ                | 125      |
| M-56           | haubica 105 mm           | BiH                    | 101      |
| M-46           | top 130 mm               | SSSR                   | 73       |
| D-20           | top-haubica 152 mm       | SSSR                   | 13       |
| M84 NORA       | top-haubica 152 mm       | SFRJBiH                | 17       |
| M114           | haubica 155 mm           | SAD                    | 126      |
| L118           | top 105 mm               | Ujedinjeno Kraljevstvo | 36       |
| M1             | top 155 mm               | SAD                    | 78       |
| BM-21 Grad     | VBR 122 mm               | SSSR                   | 1        |
| Type 63        | VBR 107 mm               | Kina                   | 28       |
| BM-21 (APR-40) | VBR 122 mm               | Rumunjska              | 36       |
| M-77 Oganj     | VBR 128 mm               | SFRJ                   | 20       |
| M-87 Orkan     | VBR 262 mm               | SFRJ BiH               | 6        |
| M-63 Plamen    | VBR 128 mm               | SFRJ                   | 23       |
| M91            | VBR 128 mm               |                        | 35       |

#### Protivoklopno oružje[8]
| Model         | Zemlja porijekla   |
| ------------- | ------------------ |
| 9K11 Maljutka | SSSR               |
| HJ-8          | Kina               |
| 9K111 Fagot   | SSSR               |
| M79 Osa       | SFRJ               |
| MILAN         | Francuska Njemačka |
| M80 Zolja     | SFRJ               |
| AT4           | Švedska            |
| RPG-7         | SSSR               |

#### Pomoćna vozila
| Model                 | Tip             | Zemlja porijekla |
| --------------------- | --------------- | ---------------- |
| Toyota Land Cruiser   | Terensko vozilo | Japan            |
| Nissan Patrol         | Terensko vozilo | Japan            |
| Mercedes-Benz G-klasa | Terensko vozilo | Njemačka         |
| DAF YA 4440/4442      | kamion          | Nizozemska       |
| TAM-110               | kamion          | SFRJ             |
| TAM-150               | kamion          | SFRJ             |
| TAM-5000              | kamion          | SFRJ             |
| TAM-130               | kamion          | SFRJ             |
| Tatra 815             | kamion          | Čehoslovačka     |
| ZIL-131               | kamion          | SSSR             |
| KrAZ-255B             | kamion          | SSSR             |
| MAZ-537               | kamion          | SSSR             |

## Vanjske poveznice
|  | Zajednički poslužitelj ima još gradiva o temi Oružane snage Bosne i Hercegovine |

- Službena stranica OS BiH
- Službene stranice Ministarstva odbrane BiH